# Paul Kanjorski
Paul E. Kanjorski, född 2 april 1937 i Nanticoke, Pennsylvania, är en amerikansk demokratisk politiker. Han representerade delstaten Pennsylvanias elfte distrikt i USA:s representanthus 1985–2011.
Kanjorski studerade vid Temple University och Pennsylvania State University.
Kanjorski besegrade sittande kongressledamoten Frank G. Harrison i demokraternas primärval inför kongressvalet 1984. Han vann sedan själva kongressvalet och efterträdde Harrison i representanthuset i januari 1985.
Kanjorski är utbildad jurist och arbetade inom juridiken innan han blev heltidspolitiker.
Han är gift med Nancy och har ett barn.